# Ґжеґож Чура
Ґжеґож Чура (пол. Grzegorz Cziura, 3 січня 1952 — 17 липня 2004) — польський важкоатлет.
Срібний призер Олімпійських Ігор 1976 року в легшій вазі, учасник 1972 року.